# Пшаник
Пшаник је насеље у Србији у општини Лучани у Моравичком округу. Према попису из 2022. било је 118 становника.
Овде је живео каменорезац Игњат Спасојевић.

## Демографија
У насељу Пшаник живи 180 пунолетних становника, а просечна старост становништва износи 46,5 година (45,1 код мушкараца и 47,9 код жена). У насељу има 81 домаћинство, а просечан број чланова по домаћинству је 2,70.
Ово насеље је великим делом насељено Србима (према попису из 2002. године), а у последња три пописа, примећен је пад у броју становника.
|  |

| Демографија | Демографија | Демографија |
| Година      | Становника  | Становника  |
| ----------- | ----------- | ----------- |
| 1948.       | 501         |             |
| 1953.       | 494         |             |
| 1961.       | 433         |             |
| 1971.       | 380         |             |
| 1981.       | 340         |             |
| 1991.       | 231         | 224         |
| 2002.       | 219         | 219         |
| 2011.       | 179         |             |

| Етнички састав према попису из 2002.‍ | Етнички састав према попису из 2002.‍ | Етнички састав према попису из 2002.‍ | Етнички састав према попису из 2002.‍ | Етнички састав према попису из 2002.‍ |
| ------------------------------------ | ------------------------------------ | ------------------------------------ | ------------------------------------ | ------------------------------------ |
|                                      |                                      |                                      |                                      |                                      |
| Срби                                 | Срби                                 |                                      | 214                                  | 97,71%                               |
| непознато                            | непознато                            |                                      | 3                                    | 1,36%                                |

| Година пописа     | 1948. | 1953. | 1961. | 1971. | 1981. | 1991. | 2002. |
| ----------------- | ----- | ----- | ----- | ----- | ----- | ----- | ----- |
| Број домаћинстава | 74    | 73    | 78    | 86    | 94    | 78    | 81    |

| Број чланова      | 1  | 2  | 3 | 4 | 5 | 6 | 7 | 8 | 9 | 10 и више | Просек |
| ----------------- | -- | -- | - | - | - | - | - | - | - | --------- | ------ |
| Број домаћинстава | 28 | 19 | 9 | 8 | 8 | 9 | 0 | 0 | 0 | 0         | 2,70   |

| Пол    | Укупно | Неожењен/Неудата | Ожењен/Удата | Удовац/Удовица | Разведен/Разведена | Непознато |
| ------ | ------ | ---------------- | ------------ | -------------- | ------------------ | --------- |
| Мушки  | 90     | 25               | 56           | 5              | 3                  | 1         |
| Женски | 93     | 6                | 55           | 31             | 1                  | 0         |
| УКУПНО | 183    | 31               | 111          | 36             | 4                  | 1         |

| Пол    | Укупно                    | Пољопривреда, лов и шумарство | Рибарство                            | Вађење руде и камена | Прерађивачка индустрија       |
| ------ | ------------------------- | ----------------------------- | ------------------------------------ | -------------------- | ----------------------------- |
| Мушки  | 62                        | 43                            | 0                                    | 0                    | 8                             |
| Женски | 43                        | 35                            | 0                                    | 0                    | 2                             |
| УКУПНО | 105                       | 78                            | 0                                    | 0                    | 10                            |
| Пол    | Производња и снабдевање   | Грађевинарство                | Трговина                             | Хотели и ресторани   | Саобраћај, складиштење и везе |
| Мушки  | 1                         | 0                             | 1                                    | 0                    | 7                             |
| Женски | 0                         | 0                             | 1                                    | 2                    | 3                             |
| УКУПНО | 1                         | 0                             | 2                                    | 2                    | 10                            |
| Пол    | Финансијско посредовање   | Некретнине                    | Државна управа и одбрана             | Образовање           | Здравствени и социјални рад   |
| Мушки  | 0                         | 0                             | 1                                    | 0                    | 0                             |
| Женски | 0                         | 0                             | 0                                    | 0                    | 0                             |
| УКУПНО | 0                         | 0                             | 1                                    | 0                    | 0                             |
| Пол    | Остале услужне активности | Приватна домаћинства          | Екстериторијалне организације и тела | Непознато            | Непознато                     |
| Мушки  | 0                         | 0                             | 0                                    | 1                    | 1                             |
| Женски | 0                         | 0                             | 0                                    | 0                    | 0                             |
| УКУПНО | 0                         | 0                             | 0                                    | 1                    | 1                             |